# Jan Andriesse
Jan Andriesse (Jakarta, 15 augustus 1950 – Amsterdam, 19 augustus 2021) was een Nederlands kunstschilder.

## Levensloop
Andriesse bracht zijn jeugd door in El Salvador. Na aankomst in Nederland begon hij in 1968 zijn opleiding aan de Vrije Academie in Den Haag. Daarna studeerde hij aan Ateliers '63 in Haarlem. Vervolgens verbleef hij in Canada en New York. Na terugkomst in Nederland vestigde hij zijn atelier in een woonboot op de Amstel.
Andriesse wijdde zijn werk aan water en licht. Hij verkreeg bekendheid door zijn regenboogschilderijen. In 2000 kreeg hij een grote overzichtstentoonstelling in het Dordrechts Museum. Zijn werken maken onder andere deel uit van de collecties van Museum De Pont in Tilburg, het Stedelijk Museum Amsterdam en het Dordrechts Museum. Hij was verbonden aan de BorzoGallery. Andriesse was curator van de tentoonstellingen Schemering – tussen licht en donker (Museum Jan Cunen, 1996-1997) en J.H. Weissenbruch (Gemeentemuseum Den Haag, 2000).
Sinds de jaren 80 leefde Andriesse samen met Marlene Dumas, met wie hij een dochter kreeg. Hij overleed in 2021 op 71-jarige leeftijd.
- Bibliothèque nationale de France: cb15045858d (data)
- Gemeinsame Normdatei: 174357079
- International Standard Name Identifier: 0000 0000 7846 4949
- Library of Congress Control Number: nr97026905
- Nederlandse Thesaurus van Auteursnamen: 155867563
- RKD-Nederlands Instituut voor Kunstgeschiedenis: 1788
- Système universitaire de documentation: 114161046
- Union List of Artist Names: 500100774
- Virtual International Authority File: 69215048
- WorldCat: E39PBJvhjmcxJQV68BQtQvttKd